# Rui Águas (automobilista)
Rui Águas (Nampula, 29 de fevereiro de 1972) é um automobilista português nascido em Moçambique.
Único piloto moçambicano a competir profissionalmente em uma categoria top do automobilismo, teve uma curta passagem pela extinta Fórmula 3000 entre 1997 e 1998, tendo como melhor resultado um quarto lugar no GP da Áustria de 1997. Correu também nas Fórmulas 3, Ford e Renault, e correu ainda na ALMS e no FIA-GT.